# Khối lượng tổng sản phẩm hàng hóa
Khối lượng tổng sản phẩm hàng hóa hoặc ACV đại diện cho tổng doanh số hàng năm của các nhà bán lẻ có thể được tổng hợp từ cấp cửa hàng riêng lẻ cho đến các bộ địa lý lớn hơn. Biện pháp này là một tỷ lệ, và do đó thường được đo bằng tỷ lệ phần trăm (hoặc theo thang điểm từ 0 đến 100).
Tổng doanh số đô la đi vào ACV bao gồm toàn bộ doanh số hàng tồn kho của cửa hàng, thay vì bán cho một danh mục sản phẩm cụ thể - do đó thuật ngữ "Khối lượng tổng sản phẩm hàng hóa".
ACV liên quan tốt nhất đến khái niệm tiếp thị chính của vị trí (Phân phối). Số liệu phân phối định lượng sự sẵn có của các sản phẩm được bán thông qua các nhà bán lẻ, thường là tỷ lệ phần trăm của tất cả các cửa hàng tiềm năng. Thông thường, các cửa hàng được cân nhắc bởi tỷ lệ bán hàng theo danh mục hoặc doanh số " tổng sản phẩm hàng hóa". Đối với các nhà tiếp thị bán thông qua các đại lý, số liệu phân phối tiết lộ tỷ lệ truy cập thị trường của một thương hiệu. Cân bằng các nỗ lực của một công ty trong "thúc đẩy" (xây dựng và duy trì hỗ trợ người bán lại và phân phối) và "kéo" (tạo ra nhu cầu của khách hàng) là mối quan tâm chiến lược liên tục của các nhà tiếp thị.

## Mục đích
Khối lượng tổng sản phẩm hàng hóa đo lường khả năng của một công ty để truyền đạt một sản phẩm cho khách hàng của mình về tổng doanh số giữa các cửa hàng mang thương hiệu.

## Xây dựng
Khối lượng tổng sản phẩm hàng hóa (ACV) là thước đo trọng số của tính sẵn có của sản phẩm hoặc phân phối, dựa trên tổng doanh số của cửa hàng. Nói cách khác, ACV là tỷ lệ phần trăm của doanh số trong tất cả các danh mục được tạo bởi các cửa hàng lưu trữ một nhãn hiệu nhất định (một lần nữa, ít nhất một SKU của thương hiệu đó) (lưu ý: ACV có thể được biểu thị dưới dạng phần trăm hoặc dưới dạng giá trị đô la (tổng doanh số của các cửa hàng mang thương hiệu).
Phân phối Khối lượng tổng sản phẩm hàng hóa (ACV) (%) =
100 x Tổng doanh số của các cửa hàng mang thương hiệu ($) Tổng doanh số của tất cả các cửa hàng ($) 

## Thảo luận về cách sử dụng ACV
Đây là doanh số đô la hàng năm cho một địa lý bằng hàng triệu đô la. Khi chia tổng doanh số cho một cửa hàng thành các khối triệu đô la ACV, nó cho phép tương đương giữa các thị trường hoặc nhà bán lẻ có quy mô khác nhau. Một phần lớn doanh số bán hàng ở Des Moines có thể hoặc không quan trọng bằng việc có một thị phần ít hơn ở Thành phố New York. Câu hỏi mở trong trường hợp trên có thể được giải quyết bằng cách chia doanh số bất kể cửa hàng thành tỷ lệ bán hàng trên một triệu đô la.

### Tính toán ví dụ
Giả sử trong một thành phố có hai nhà bán lẻ phần cứng.
- Nhà bán lẻ đầu tiên tự hào có năm địa điểm cửa hàng hộp lớn tự hào với ACV hàng tuần (tổng doanh số của tất cả các sản phẩm trên tất cả các cửa hàng) là $ 15MM mỗi tuần.
- Nhà bán lẻ thứ hai cũng có thể có năm địa điểm cửa hàng, nhưng họ có xu hướng gần gũi hơn với quy mô mẹ và pop, với ACV trung bình hàng tuần chỉ ở mức 5MM mỗi tuần.
- Tổng quy mô thị trường là mười cửa hàng phần cứng và $ 20MM trong tổng số ACV thị trường.

Giả sử một bộ công cụ mà một công ty sản xuất chỉ được phân phối trong chuỗi cửa hàng nhỏ thứ hai, nó rõ ràng được đại diện ở một nửa các địa điểm cửa hàng (50%). Tuy nhiên, tất cả các cửa hàng không được tạo ra bằng nhau; dựa trên những con số trên, bộ công cụ sẽ chỉ được bán trong một phần tư của tổng thị trường ACV (25%).
Trong kịch bản phân phối ngược chỉ trong nhà bán lẻ hộp lớn, bộ công cụ sẽ được phân phối tương tự ở một nửa số cửa hàng, nhưng các cửa hàng đó sẽ chiếm 75% tổng ACV thị trường.
Với sự lựa chọn, một doanh nghiệp thường thích phân phối tại các cửa hàng có khối lượng cao hơn để có tiềm năng bán hàng lớn hơn. Nhiều người tiêu dùng chi tiêu tổng số đô la nhiều hơn xảy ra trong các cửa hàng này, cho thấy lưu lượng truy cập nhiều hơn và/hoặc chi tiêu trung bình cho mỗi người tiêu dùng.
Trong giới tiếp thị và bán hàng, tỷ lệ phần trăm cửa hàng mà sản phẩm bán trong đó ít liên quan hơn so với tỷ lệ phần trăm của giá trị sản phẩm ACV của cửa hàng.

## Ví dụ về ứng dụng
Dựa trên logic trên, các ứng dụng phổ biến của tương đương ACV như sau:
- Tầm quan trọng chung của một nhà bán lẻ so với một nhà bán lẻ khác về khối lượng bán hàng, hoặc thậm chí các vị trí địa lý (ví dụ: New York Metro vs. Xứ Wales).
- Một mặt hàng (ví dụ mayonnaise), hoặc thậm chí nhóm các mặt hàng (ví dụ: hàng khô tại cửa hàng tạp hóa) có tỷ lệ trung bình trên mỗi triệu đô la doanh số trong một cửa hàng bán hàng, thể hiện tầm quan trọng chung của nó đối với cửa hàng đó.
- Như ví dụ ở trên, một mặt hàng hoặc nhóm các mặt hàng tổng hợp có thể được phân phối theo kiểu tương đương - bao nhiêu phần trăm trên tổng thị trường ACV mà một sản phẩm thực sự bán (nghĩa là xuất hiện trên kệ)?
- Liên quan đến chia sẻ ở trên, một mặt hàng hoặc danh mục các mặt hàng có thể có tỷ lệ bán hàng trên một triệu đô la ACV. Điều này cho phép so sánh mức độ một mặt hàng bán trong một cửa hàng so với một cửa hàng khác bất kể phân phối tổng thể của nó. Điều này thường được gọi là vận tốc bán hàng có trọng số.
- Bao nhiêu phần trăm của ACV $ trên thị trường là một sản phẩm hoặc nhóm được hưởng lợi từ việc buôn bán thương mại như quảng cáo tính năng, hiển thị điểm bán hàng trong cửa hàng, phiếu giảm giá, v.v. Sau đó, người ta có thể suy ra khoảng thời gian một lần có hỗ trợ bán hàng thêm so với lần khác.